# Burg Kreuzberg (Oberschwaben)
Die Burg Kreuzberg ist eine abgegangene Hügelburg (Motte) auf einem Burghügel 400 Meter östlich von der Kirche der Gemeinde Ummendorf im Landkreis Biberach in Baden-Württemberg.
Die vermutlich von den Herren von Ummendorf erbaute Motte wurde 1357 erwähnt und war bereits 1525 Ruine. Spätere Besitzer waren die Herren von Freyberg-Steußlingen und die Herren von Schellenberg. Von der ehemaligen Burganlage sind noch der Burghügel und der Halsgraben erhalten.